# Diocesi di Campanha

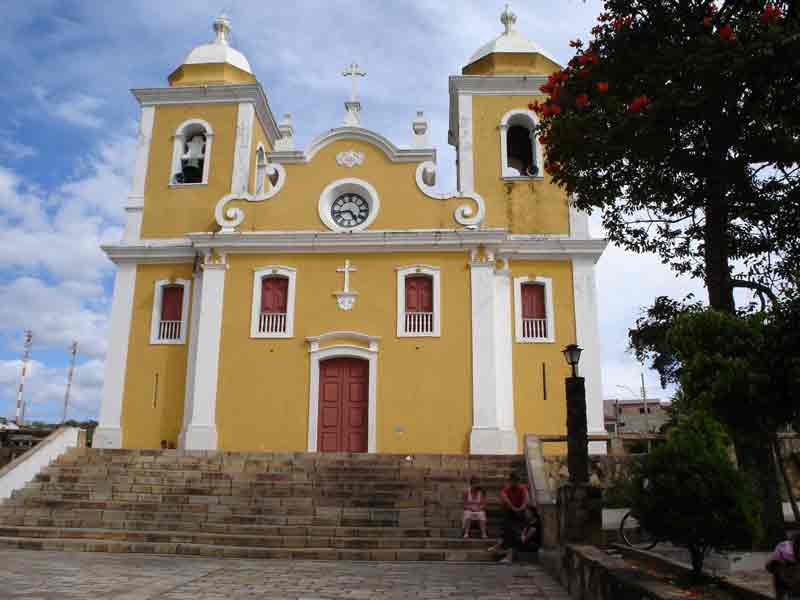
La chiesa parrocchiale di São Thomé das Letras.

La diocesi di Campanha (in latino Dioecesis Campaniensis in Brasilia) è una sede della Chiesa cattolica in Brasile suffraganea dell'arcidiocesi di Pouso Alegre. Nel 2023 contava 662.892 battezzati su 845.829 abitanti.

## Territorio
La diocesi comprende 49 comuni nella parte meridionale dello stato brasiliano di Minas Gerais: Campanha, Aiuruoca, Alagoa, Baependi, Boa Esperança, Cambuquira, Campo do Meio, Campos Gerais, Careaçu, Carmo da Cachoeira, Carmo de Minas, Carvalhos, Caxambu, Conceição das Pedras, Conceição do Rio Verde, Coqueiral, Cordislândia, Cristina, Cruzília, Dom Viçoso, Elói Mendes, Guapé, Heliodora, Ilicínea, Itamonte, Itanhandu, Jesuânia, Lambari, Monsenhor Paulo, Natércia, Nepomuceno, Olímpio Noronha, Passa Quatro, Pedralva, Pouso Alto, Santana da Vargem, São Bento Abade, São Gonçalo do Sapucaí, São José do Alegre, São Lourenço, São Sebastião do Rio Verde, São Thomé das Letras, Seritinga, Serranos, Soledade de Minas, Três Corações, Três Pontas, Varginha e Virgínia.
Sede vescovile è la città di Campanha, dove si trova la cattedrale di Sant'Antonio. Nel territorio diocesano sorgono anche tre basiliche minori: Nostra Signora della Concezione a Conceição do Rio Verde, Nostra Signora dei Dolori a Boa Esperança e San Lorenzo Martire a São Lourenço.
Il territorio si estende su una superficie di 16.185 km² ed è suddiviso in 72 parrocchie, raggruppate in 7 foranie: Beato Padre Victor, Nossa Senhora dos Campos, Nossa Senhora das Fontes, Nossa Senhora de Fátima, Nossa Senhora dos Montes, Nossa Senhora Aparecida e Beata Nhá Chica.

## Storia
La diocesi è stata eretta l'8 settembre 1907 con il decreto Spirituali Fidelium della Congregazione Concistoriale, ricavandone il territorio dalla diocesi di Pouso Alegre (oggi arcidiocesi). Originariamente era suffraganea dell'arcidiocesi di Mariana.
Il 21 maggio 1960 ha ceduto una porzione del suo territorio a vantaggio dell'erezione della diocesi di São João del Rei.
Il 14 aprile 1962 è entrata a far parte della provincia ecclesiastica dell'arcidiocesi di Pouso Alegre.

## Cronotassi dei vescovi
Si omettono i periodi di sede vacante non superiori ai 2 anni o non storicamente accertati.
- João de Almeida Ferrão (Terra) † (29 aprile 1909 - 25 dicembre 1935 deceduto)
- Inocêncio Engelke, O.F.M. † (25 dicembre 1935 succeduto - 16 giugno 1960 deceduto)
- Othon Motta † (16 giugno 1960 succeduto - 16 gennaio 1982 dimesso)
  - Sede vacante (1982-1984)
- Aloísio Ariovaldo (Tarcísio) Amaral, C.SS.R. † (14 aprile 1984 - 15 maggio 1991 dimesso)
- Aloísio Roque Oppermann, S.C.I. † (15 maggio 1991 succeduto - 28 febbraio 1996 nominato arcivescovo di Uberaba)
  - Sede vacante (1996-1998)
- Diamantino Prata de Carvalho, O.F.M. (25 marzo 1998 - 25 novembre 2015 ritirato)
- Pedro Cunha Cruz (25 novembre 2015 succeduto - 2 luglio 2025 nominato vescovo di Nova Friburgo)

## Statistiche
La diocesi nel 2023 su una popolazione di 845.829 persone contava 662.892 battezzati, corrispondenti al 78,4% del totale.
| anno | popolazione | popolazione | popolazione | presbiteri | presbiteri | presbiteri | presbiteri                | diaconi | religiosi | religiosi | parrocchie |
| anno | battezzati  | totale      | %           | numero     | secolari   | regolari   | battezzati per presbitero | diaconi | uomini    | donne     | parrocchie |
| ---- | ----------- | ----------- | ----------- | ---------- | ---------- | ---------- | ------------------------- | ------- | --------- | --------- | ---------- |
| 1950 | 500.000     | 520.000     | 96,2        | 94         | 62         | 32         | 5.319                     |         | 59        | 264       | 55         |
| 1959 | 490.000     | 510.000     | 96,1        | 123        | 70         | 53         | 3.983                     |         | 105       | 313       | 57         |
| 1966 | 390.000     | 450.000     | 86,7        | 114        | 66         | 48         | 3.421                     |         | 60        | 315       | 53         |
| 1970 | 480.000     | 550.000     | 87,3        | 56         | 56         |            | 8.571                     |         |           |           | 53         |
| 1976 | 498.000     | 510.000     | 97,6        | 74         | 56         | 18         | 6.729                     |         | 28        | 225       | 52         |
| 1980 | 518.000     | 528.000     | 98,1        | 81         | 63         | 18         | 6.395                     |         | 50        | 215       | 53         |
| 1990 | 525.000     | 584.000     | 89,9        | 95         | 71         | 24         | 5.526                     |         | 29        | 271       | 53         |
| 1999 | 551.520     | 689.400     | 80,0        | 100        | 74         | 26         | 5.515                     | 1       | 25        | 225       | 59         |
| 2000 | 551.520     | 689.400     | 80,0        | 98         | 73         | 25         | 5.627                     |         | 48        | 209       | 59         |
| 2001 | 630.000     | 727.548     | 86,6        | 99         | 74         | 25         | 6.363                     |         | 28        | 201       | 59         |
| 2002 | 551.520     | 689.400     | 80,0        | 99         | 74         | 25         | 5.570                     |         | 71        | 209       | 59         |
| 2003 | 551.520     | 736.261     | 74,9        | 96         | 64         | 32         | 5.745                     |         | 32        | 165       | 60         |
| 2004 | 647.433     | 662.483     | 97,7        | 123        | 91         | 32         | 5.263                     |         | 53        | 165       | 61         |
| 2006 | 663.000     | 678.000     | 97,8        | 103        | 78         | 25         | 6.436                     |         | 51        | 182       | 62         |
| 2013 | 713.000     | 730.000     | 97,7        | 108        | 93         | 15         | 6.601                     |         | 29        | 149       | 68         |
| 2016 | 776.000     | 794.000     | 97,7        | 136        | 118        | 18         | 5.705                     | 1       | 33        | 124       | 70         |
| 2019 | 794.750     | 813.180     | 97,7        | 118        | 104        | 14         | 6.735                     | 1       | 27        | 96        | 71         |
| 2021 | 807.330     | 826.000     | 97,7        | 117        | 105        | 12         | 6.900                     | 3       | 25        | 65        | 72         |
| 2023 | 662.892     | 845.829     | 78,4        | 116        | 106        | 10         | 5.714                     | 19      | 23        | 101       | 72         |